# Evermarus

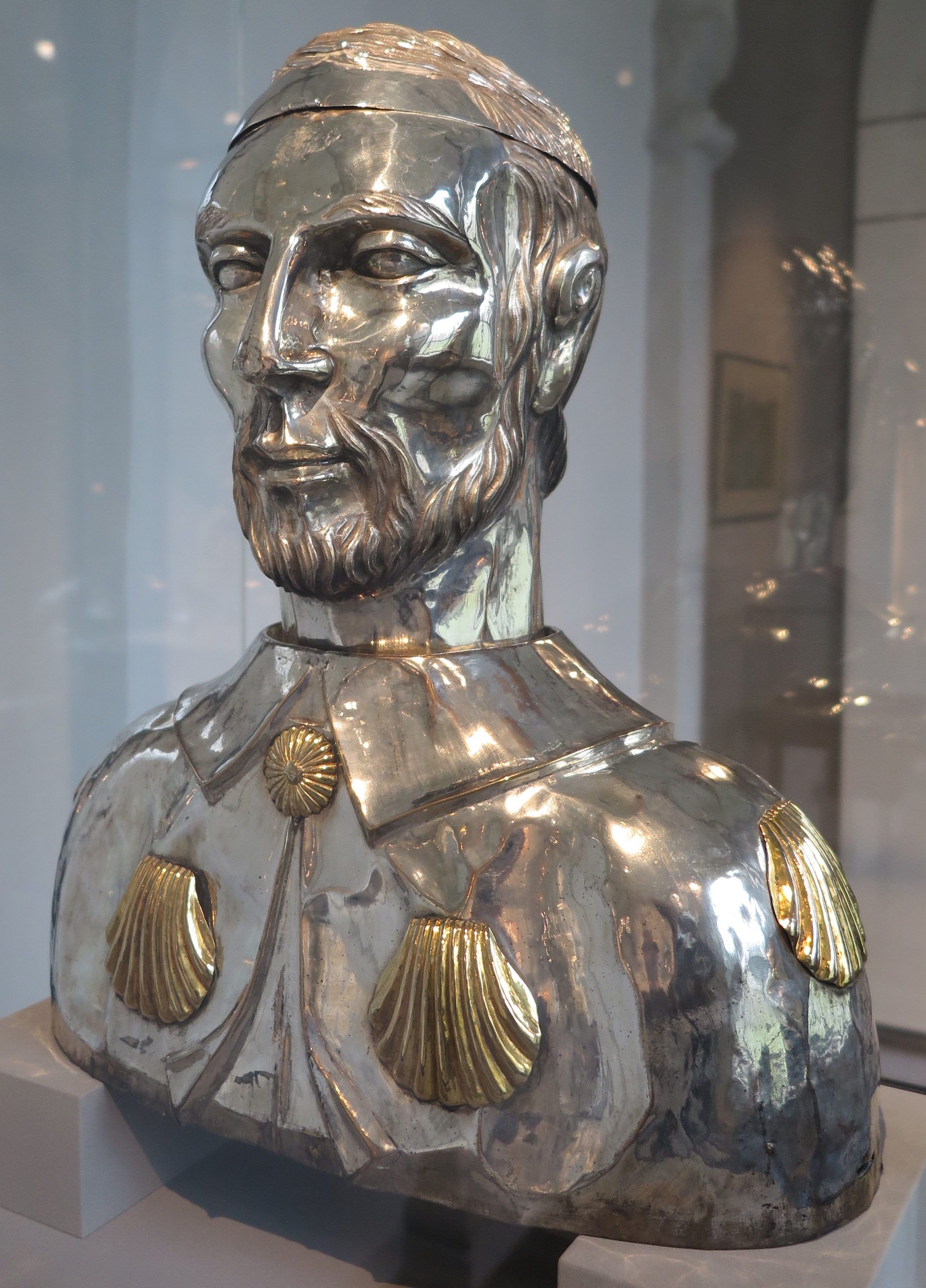
Evermarus-Reliquienbüste in der Schatzkammer von St. Johann Baptist in Aachen-Burtscheid

Der heilige Evermarus war nach der Legende ein friesischer Adeliger, der mit sieben Gefährten gegen Ende des 7. Jahrhunderts nach Santiago de Compostela (Spanien), der damaligen Hochburg christlicher Wallfahrten, pilgerte. Auf der Rückreise wurden sie bei Herstappe (Rutten) in der Nähe von Tongern (Belgien) von der Räuberbande des Hacoo überfallen und ermordet. Nach der Legende entdeckte Pippin von Herstal die Leichname während eines seiner Jagdausflüge und ließ sie bestatten.
Im Jahr 968 wurde Evermarus heiliggesprochen und seine Gebeine in die Kirche St. Martin in Rutten (Belgien) übertragen. Im 11. Jahrhundert errichtete man dann am Ort der Auffindung des ermordeten Heiligen eine Kapelle.
Die Kirche St. Martin und die Evermarus-Kapelle zu Rutten gehörten seit dem 13. Jahrhundert zur Reichsabtei Burtscheid bei Aachen. Als gegen Ende des 15. Jahrhunderts Rutten in kriegerische Ereignisse verwickelt wurde, überführte man die Reliquie in die sichere Patronatsabtei Burtscheid. Nachdem die Gefahr für Rutten beendet war, holte man das Reliquiar mit den Gebeinen des Heiligen nach Rutten zurück. Allerdings verblieb die in einem weiteren Reliquiar eingeschlossene Schädeldecke in Burtscheid. Dieses Reliquiar befindet sich heute im Abteischatz von St. Johann (Aachen-Burtscheid).

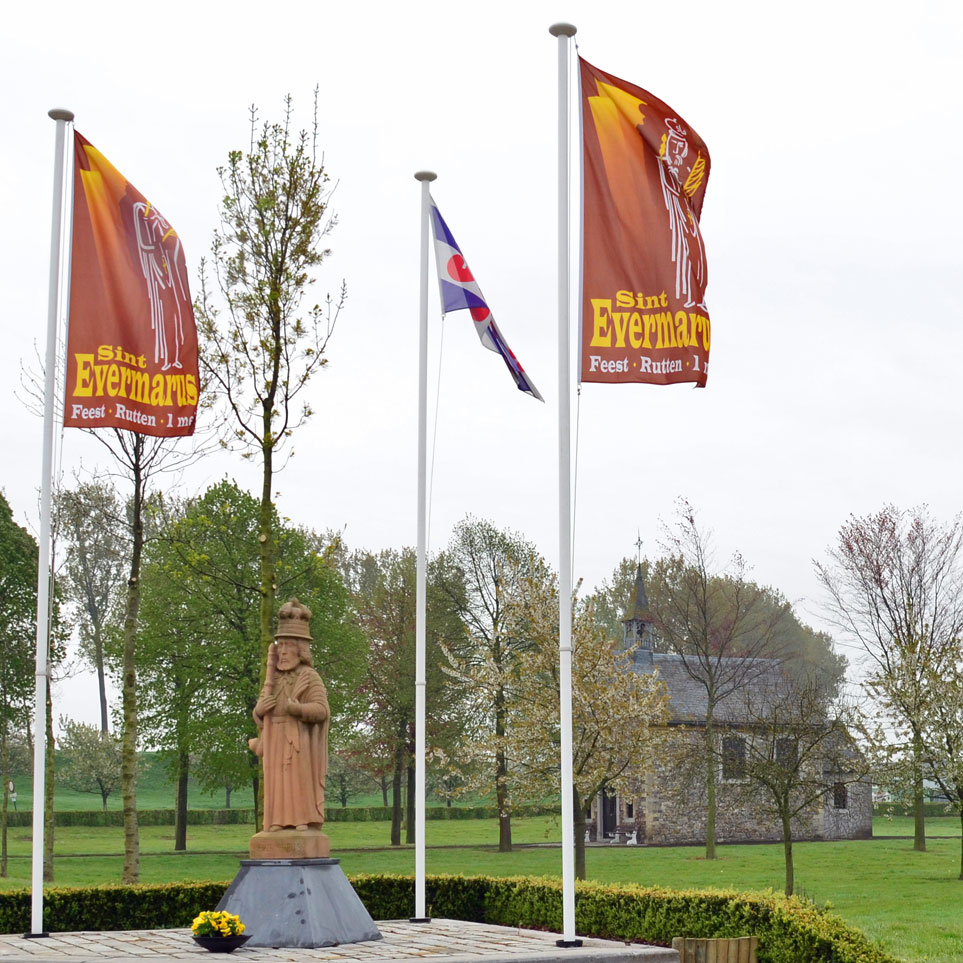
Statue des Hl. Evermarus in Rutten (Belgien). Im Hintergrund die Evermaruskapelle

Am 10. Oktober 1480 beurkundet Bischof Ägidius von Tournai, das Haupt und andere Reliquien der Abtei Burtscheid übersandt zu haben (Staatskanzlei Düsseldorf u. a.). Über die Rückgabe eines Teiles der Reliquien nach Rutten gibt es keine Daten. 
Die Hirnschale fand erst 1707 Aufnahme in ein Büstenreliquiar. Dort ließ wohl ursprünglich eine Glasplatte den Blick auf die Reliquie zu. Diese wurde dann durch eine Silberkalotte ersetzt, die sich öffnen lässt. 
Die Burtscheider Abteischatzkammer mit wertvollen Zeugnissen der Abteigeschichte seit 997 ist zu bestimmten Zeiten regelmäßig geöffnet.
Zum Festtag des Hl. Evermarus findet alljährlich am 1. Mai ein Mysterienspiel an der Kapelle in Rutten statt. In diesem sogenannten Evermarusspiel werden die Geschehnisse bei der Ermordung des heiligen Evermarus und seiner Gefährten von Laienspielern nachgestellt.
In Rheinberg-Borth (am linken Niederrhein) existiert die Pfarrgemeinde St. Evermarus, die Stücke eines Knochen als Reliquie aus Rutten bekommen hat. Die dortige Pfarrgemeinde St. Evermarus stand ursprünglich vermutlich jedoch in keinem Zusammenhang mit dem Ruttener Evermarus. Der Borther Evermarus gehörte mit dem Hl. Viktor von Xanten zur römischen Thebaischen Legion. 